# 省 (葡萄牙)

1936年葡萄牙历史省份

葡萄牙历史省份指的是葡萄牙在历史上曾经使用的省份（葡萄牙語：províncias）行政区划，用于划分葡萄牙本土。现行的葡萄牙行政区划与葡萄牙历史省份的划分有所不同，但部分历史省份准确的反映出了葡萄牙不同的文化分区，与其他地方有着明显区别。包括：
- 阿连特茹
- 阿尔加维
- 贝拉
- 滨海杜罗
- 埃斯特雷马杜拉
- 米尼奥
- 里巴特茹
- 山后

亚速尔和马德拉两个自治区不会被称作“省份”。
葡萄牙的来源——葡萄牙郡曾经是莱昂王国的一个省份。

## 历史
在葡萄牙第一次出现省份的概念是罗马帝国时期。前27年-13年，罗马皇帝奥古斯都将伊比利亚半岛划分为三个省份：塔拉科西班牙、琉息太尼亚和贝提卡。三世纪，戴克里先重新调整了这三个省份，将塔拉科西班牙分为三个新省份：塔拉科西班牙、迦太基西班牙和加利西亚。此时的塔拉科西班牙包括了北葡萄牙、加利西亚和阿斯图里亚斯。
在收复失地运动中，伊比利亚王国建立了一套基于西哥特王国和罗马人的行政体系，王国将领土划分为若干的省份或者郡县，由当地贵族（伯爵、公爵或者王子）掌管，他们再将自己的土地细分，交由自己的封臣分管。在此时期，葡萄牙郡就是莱昂王国的一个封地，由阿方索三世统治。为独立的葡萄牙王国奠定了基础。

## 中世纪省份

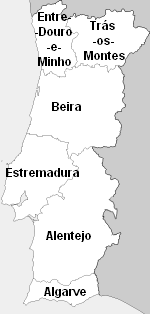
葡萄牙王国的六个中世纪省份

15世纪之后，以西班牙的区（西班牙語：Comarcas）为参考，葡萄牙王国被划分为6个大的整单元。分别是：
- 山后省（葡萄牙語：Trás-os-Montes）杜罗河以北，塔梅加河以西的地区
- 杜罗与米尼奥河间省（葡萄牙語：Entre-Douro-e-Minho）杜罗河以北，塔梅加河以东的地区
- 贝拉省（葡萄牙語：Beira）最初指的是杜罗河以南，塔霍河以北的内陆地区，16世纪时扩展到了海岸，包括了一部分原属于埃斯特雷马杜拉的地区
- 埃斯特雷马杜拉省（葡萄牙語：Estremadura）最初指的是杜罗河以南，塔霍河以北的海岸地区，16世纪时北部边界变成了蒙德古河，北部有所缩小。同时南部扩展到了塔霍河对岸的塞图巴尔半岛
- 阿连特茹省（葡萄牙語：Alentejo）塔霍河以南，卡尔代朗山脉以北的地区
- 阿尔加维王国（葡萄牙語：Algarve）包括了卡尔代朗山脉以南的沿海区域

阿连特茹省曾经被称为塔霍-奥地亚纳河间省（葡萄牙語：Entre-Tejo-e-Odiana），在16世纪末期改名为阿连特茹省。
每个区都有相应的地方行政官，代国王行使司法和行政权力。1801年，“区”改为“省”。直到19世纪，这个分区系统一直是葡萄牙的行政区划，后来被称为中世纪省份。

## 新省份

1936年葡萄牙的11个新省份

新国家时期开始，1936年，区划新政开始实行，将葡萄牙划分为了11个省份，每个省份都包含一个行政实体（葡萄牙語：juntas de provincia，省级政府）和一个审议实体（葡萄牙語：conselhos provinciais，省议会），这个行政区划方法后来被写入1933年葡萄牙宪法。
1936年的新省份与以往的中世纪省份有所不同。新的省份划分基于地理学者Amorim Girão的研究，他将葡萄牙本土划分为13个“自然区域”（葡萄牙語：regiões naturais），新的省份划分也基本沿袭了这一区划。新省份为：
- 阿尔加维（葡萄牙語：Algarve）今法鲁区
- 上阿连特茹（葡萄牙語：Alto Alentejo）今埃武拉区和波塔莱格雷区
- 下阿连特茹（葡萄牙語：Baixo Alentejo）今贝雅区和塞图巴尔区南部
- 上贝拉（葡萄牙語：Beira Alta）今瓜达区（除福什科阿新镇）、维塞乌区（除辛方伊什、雷森迪、阿马马尔、拉梅古、圣若昂达佩什凯拉和塔布阿苏）以及科英布拉区的奥利韦拉杜奥什皮塔尔和塔布阿
- 下贝拉（葡萄牙語：Beira Baixa）今布朗库堡区以及圣塔伦区的马桑科英布拉区的潘皮略萨迪塞拉
- 海岸贝拉（葡萄牙語：Beira Litoral）今科英布拉区（除潘皮略萨迪塞拉、奥利韦拉杜奥什皮塔尔和塔布阿）、雷利亚区北部、阿威罗区（除阿罗卡、派瓦堡、埃斯皮纽和圣玛丽亚达费拉）以及圣塔伦区的欧伦
- 海岸杜罗（葡萄牙語：Douro Litoral）今波尔图区、阿威罗区的阿罗卡、派瓦堡、埃斯皮纽和圣玛丽亚达费拉以及维塞乌区的辛方伊什、雷森迪
- 埃什特雷马杜拉（葡萄牙語：Estremadura）今里斯本区（除阿赞布雅和希拉自由镇）、塞图巴尔区北部和雷利亚区南部
- 米尼奥（葡萄牙語：Minho）今布拉加区和维亚纳堡区
- 里巴特茹（葡萄牙語：Ribatejo）今里斯本区的阿赞布雅和希拉自由镇、圣塔伦区的欧伦和马桑以及波塔莱格雷区的蓬蒂-迪索尔
- 山后-上杜罗（葡萄牙語：Trás-os-Montes e Alto Douro）今雷亚尔城区、布拉干萨区、瓜达区的福什科阿新镇以及维塞乌区的阿马马尔、拉梅古、圣若昂达佩什凯拉和塔布阿苏

对比1835年的省份，新省份并没有遵循前省份的边界线。其中山后-上杜罗、上贝拉是由地理学者Amorim Girão所说的两个自然区域构成的。山后-上杜罗包括了山后（葡萄牙語：Trás-os-Montes）和上杜罗（葡萄牙語：Alto Douro）两个自然区域，上贝拉包括了上贝拉（葡萄牙語：Beira Alta）和贝拉达斯奥蒙特斯（葡萄牙語：Beira Transmontana）两个自然区域。